# Detección Acústica Distribuida
La Detección Acústica Distribuida (del inglés, Distributed Acoustic Sensing - DAS) es una tecnología innovadora basado en la dispersión de Rayleigh, que utiliza cables de fibra óptica como sensores acústicos para proporcionar detección de tensión distribuida. Esta tecnología permite detectar vibraciones, ondas acústicas o movimientos a lo largo del cable, ofreciendo un sistema de monitoreo avanzado utilizado en diversas industrias.

## Principio de Funcionamiento
Los sistemas DAS funcionan emitiendo luz láser a través de un cable de fibra óptica. Las vibraciones y los cambios mecánicos a lo largo de la fibra causan alteraciones en el índice de refracción del cable, lo que genera una dispersión de la luz. Este fenómeno se analiza para detectar eventos acústicos en tiempo real.
El valor máximo de deformación que se puede medir depende de la relación portadora/ruido de la señal óptica de retorno. El nivel de la portadora está determinado en gran medida por la amplitud de la señal óptica, mientras que el ruido es una combinación de una variedad de fuentes, incluido el ruido del láser, el ruido electrónico y el ruido del detector.

### Resolución espacial y periodo de muestreo espacial
La resolución espacial está determinada principalmente por la duración del pulso transmitido, con un pulso de 100 ns dando una resolución de 10 m como valor típico. La cantidad de luz reflejada es proporcional a la longitud del pulso, por lo que existe un equilibrio entre la resolución espacial y el alcance máximo. Para mejorar el alcance máximo, se utilizaría una longitud de pulso más larga que aumente el nivel de luz reflejada. Pero esto conduce a una resolución espacial menor. Para que dos señales sean independientes, deben obtenerse de dos puntos de la fibra que estén separados al menos por la resolución espacial. Es posible obtener muestras con separaciones menores que la resolución espacial y, aunque esto produce señales que no son independientes entre sí, este enfoque ofrece ventajas en algunas aplicaciones. La separación entre los puntos de muestreo a veces se denomina período de muestreo espacial.

### Tasa de adquisición
Antes de que se pueda transmitir el siguiente pulso láser, el pulso anterior debe haber tenido tiempo de viajar hasta el extremo más alejado de la fibra y de que las reflexiones desde allí retornen; de lo contrario, las reflexiones regresarían desde diferentes secciones de la fibra al mismo tiempo y el sistema no funcionaría correctamente. Para una fibra 50 km de largo la frecuencia de pulso máxima es de poco más de 2 kHz. Por lo tanto, se pueden medir tensiones que varían en frecuencias de hasta la frecuencia de Nyquist de 1 kHz. Las fibras más cortas permiten claramente tasas de adquisición más elevadas.

### Mediciones de temperatura
Aunque el sistema es sensible tanto a las variaciones de temperatura como a las de tensión, estas a menudo pueden separarse, ya que las debidas a la temperatura tienden a ocurrir en un rango de frecuencia más bajo que la tensión. A diferencia de otras técnicas de fibra distribuida, como las basadas en Brillouin o dispersión Raman, la detección acústica distribuida solo puede detectar cambios en la temperatura, en lugar de su valor absoluto.

## Áreas de Aplicación
- Supervisión de Infraestructuras Monitoreo de puentes, túneles y otras infraestructuras críticas para detectar posibles daños.[6][7]
- Industria Energética Detección de fugas en oleoductos y gasoductos, así como supervisión de líneas eléctricas.
- Sistemas de Seguridad Protección de perímetros en instalaciones sensibles.
- Monitoreo Sísmico Supervisión de movimientos del suelo y actividad sísmica en tiempo real.

## Ventajas
- Alta escalabilidad: Monitoreo de cientos de kilómetros con un solo sistema.
- Resistencia: Inmunidad a las interferencias electromagnéticas.
- Bajo mantenimiento: Los cables de fibra óptica tienen una larga vida útil.
- Flexibilidad: Adaptable a diversas aplicaciones y entornos.